# 毛银叶巴豆
毛银叶巴豆（学名：Croton cascarilloides f. pilosus）为大戟科巴豆属银叶巴豆下的一个变型。

## 扩展阅读
- 維基物種上的相關：毛银叶巴豆